# Mark Messier Leadership Award
De Mark Messier Leadership Award is een sportprijs binnen de Amerikaanse NFL-liga, die ieder jaar wordt uitgereikt aan de ijshockeyspeler met het beste leiderschap. Hierbij wordt gekeken naar de prestaties op het ijs, de motivatie van teamgenoten en de toewijding aan maatschappelijke problemen en goede doelen. De prijs wordt uitgereikt sinds 2007 en de winnaar wordt gekozen door Mark Messier, die zelf bekendstond als een goede aanvoerder en leider. Gedurende de competitie zullen vijf maandwinnaars gekozen worden, waaruit, aan het einde van het seizoen, de jaarwinnaar gekozen wordt.

## Winnaars
- 2010 - Sidney Crosby, Pittsburgh Penguins
- 2009 - Jarome Iginla, Calgary Flames
- 2008 - Mats Sundin, Toronto Maple Leafs
- 2007 - Chris Chelios, Detroit Red Wings
- 2024 - Alexander Ovechkin, Washington Capitals

Eastern Conference
Western Conference
Stanley Cup · Clarence S. Campbell Bowl · Prince of Wales Trophy · Presidents' Trophy · Hart Memorial Trophy · Lester B. Pearson Award · Conn Smythe Trophy · Art Ross Memorial Trophy · Maurice Richard Trophy · Calder Memorial Trophy · James Norris Memorial Trophy · Frank J. Selke Trophy · NHL plus/minus Award · Bill Masterton Memorial Trophy · Lady Byng Memorial Trophy · King Clancy Memorial Trophy · Mark Messier Leadership Award · Vezina Trophy · Roger Crozier Saving Grace Award · William M. Jennings Trophy · Jack Adams Award · Lester Patrick Trophy